# Liste der Stolpersteine in Leubsdorf (am Rhein)
Die Liste der Stolpersteine in Leubsdorf (am Rhein) führt Stolpersteine des deutschen Künstlers Gunter Demnig auf, die in Leubsdorf (am Rhein) gelegt wurden. Mit ihnen soll an Opfer des Nationalsozialismus erinnert werden, die in Leubsdorf lebten und wirkten.

## Liste der Stolpersteine
| Name           | Adresse         | Bild | Inschrift                                                                         | Verlegedatum | Anmerkung |
| -------------- | --------------- | ---- | --------------------------------------------------------------------------------- | ------------ | --------- |
| Daniel Faber   | Bachstraße 23 · |      | Hier wohnte Daniel Faber Jg. 1880 deportiert ermordet 1942 in Auschwitz           |              |           |
| Adele Faber    | Bachstraße 23 · |      | Hier wohnte Adele Faber geb. Wolff Jg. 1885 deportiert ermordet 1942 in Auschwitz |              |           |
| Abraham Günter | Bachstraße 23 · |      | Hier wohnte Abraham Günter Faber Jg. 1925 deportiert ermordet 1942 in Auschwitz   |              |           |